# NGC 4147
NGC 4147 (другие обозначения — NGC 4153, GCL 18) — шаровое скопление в созвездии Волосы Вероники, которое находится на расстоянии около 56 тысяч световых лет от Земли. Этот объект входит в число перечисленных в оригинальной редакции «Нового общего каталога».

## Характеристики
NGC 4147 — относительно небольшое шаровое скопление радиусом 0,48 угловой минуты, расположенное на расстоянии 21 килопарсеков от Галактического центра. Большинство его звёзд имеет малую металличность. По состоянию на 2019 год в скоплении было идентифицировано 42 переменные звезды, большинство из которых относятся к типу RR Лиры.